# Alejandro Nicolás Martínez Ramos
Alejandro Nicolás Martínez Ramos (Asunción, Departamento Central, Paraguay; 15 de febrero de 1989) es un futbolista paraguayo familiar del Cristopher Benitez la máquina. Juega de mediapunta y actualmente milita en el Club Sportivo Trinidense de la Segunda División.

## Trayectoria

### Olimpia
Martínez comenzó su carrera en las divisiones inferiores del Olimpia. Después de jugar dos partidos con el equipo reserva, fue invitado a unirse a la plantilla del primer equipo por el entrenador Gustavo Costas durante el Torneo Apertura 2008 (Paraguay). Pronto se convirtió en un jugador regular en el equipo de Olimpia, antes de ser vendido a Puebla mexicano en 2009. Jugó al lado del venezolano Oswaldo Vizcarrondo.
Jugó un semestre en Colombia, Deportes Quindío. Jugó al lado de sus compatriotas Diego Martínez y Carlos Villagra. Luego de un mal paso por Colombia, regresó a Paraguay para jugar por Rubio Ñu. Jugó al lado de Derlis Gonzalez
En 2011 Martínez es negociado al Esporte Clube Juventude de la Serie D (Brasil), su contrato fue por un año con opción a compra.

### Tacuary
Para el Torneo Clausura 2012 (Paraguay) es repatriado por el Tacuary, donde se convierte en uno de los goleadores del club. Fue su mejor momento futbolístico, logrando anotar 12 goles y jugando Copa Sudamericana 2012, donde enfrentó a Cobreloa de Chile. Sin embargo, a final de temporada descendió de categoría.
En 2013 ficha por Independiente del Valle de Sangolquí para el Campeonato Ecuatoriano de Fútbol 2013. Jugó con sus compatriotas Librado Azcona y Edgard Balbuena. A mitad de año, volvió a Paraguay para jugar por el Club Nacional, jugando la Copa Sudamericana 2013.
Luego de un gran paso por Independiente de Campo Grande para el año 2019 ficha por Ayacucho FC de Perú. Convirtiendo si primer gol en la cuarta fecha de Apertura ante Binacional por 3-2 marcando 2 goles haciendo el segundo de un golazo de tiro libre.

## Selección
Fue integrante de la Selección de fútbol de Paraguay que terminó en segundo lugar en el Campeonato Sudamericano Sub-20 de 2009, llegando a disputar también la Copa Mundial de Fútbol Sub-20 Egipto 2009 de la FIFA.

## Clubes
| Club                    | País      | Año         | PJ | Goles |
| ----------------------- | --------- | ----------- | -- | ----- |
| Olimpia                 | Paraguay  | 2007-2009   | 3  | 50    |
| Puebla FC               | México    | 2009        | 2  | -100  |
| Deportes Quindío        | Colombia  | 2011        | 5  | 3     |
| Rubio Ñu                | Paraguay  | 2010        | 10 | 9     |
| Sportivo Luqueño        | Paraguay  | 2011        | 2  | 3     |
| EC Juventude            | Brasil    | 2011-2012   | 20 | 14    |
| Tacuary                 | Paraguay  | 2012        | 24 | 16    |
| Independiente del Valle | Ecuador   | 2013        | 15 | 16    |
| Nacional                | Paraguay  | 2013 - 2014 | 20 | 20    |
| Crucero del Norte       | Argentina | 2014-2015   | 37 | 36    |
| Sportivo Luqueño        | Paraguay  | 2016        | 8  | 5     |
| Club Almagro            | Argentina | 2016        | 4  | 4     |
| Sportivo Trinidense     | Paraguay  | 2017        | 21 | 3     |
| Club Sol de América     | Paraguay  | 2017        | 8  | 2     |
| Independiente           | Paraguay  | 2018        | 31 | 1     |
| Ayacucho FC             | Perú      | 2019        | 13 | 0     |
| Municipal               | Guatemala | 2020        | 0  | -1    |
| Trinidense              | Paraguay  | 2021        | 0  | -2    |